# Leverkusen (Remscheid)
Leverkusen ist eine Hofschaft im Südosten der bergischen Großstadt Remscheid in Nordrhein-Westfalen.

## Lage und Beschreibung
Leverkusen gehört zum statistischen Stadtteil Engelsburg des Stadtbezirks Lennep und befindet sich auf einer Höhe von 314 Metern über Normalnull an der Stauwurzel der Panzertalsperre. Benachbarte Ortschaften/Ortslagen sind Engelsburg, Eichenhof, Repslöh, Eichendahlerhof und Stöcken.
Westlich von Leverkusen verlaufen die Bundesstraße 51 und die Trasse der stillgelegten Bahnstrecke Wuppertal-Oberbarmen–Opladen, die jetzt als Rad- und Fußweg benutzt wird. Von hier aus gibt es direkte Verbindungen ins Oberbergische Land, nach Lennep und nach Wermelskirchen und bis Leverkusen-Opladen.
Die Hofschaft liegt in der Quellmulde des Leverkuser Siepens und des Panzerbaches, die sich unweit vereint in die Panzertalsperre ergießen. Die Hofschaft besitzt derzeit nur noch zwei Häuser, wovon eines ein landwirtschaftlicher Betrieb ist.

## Geschichte
Leverkusen wurde erstmals 1247 als Laverinckhusen urkundlich erwähnt. 1487 hieß der Ort Leverkusin. Die -inghausen-Form des Hofnamens lässt auf eine frühe Besiedlung im 6. bis 8. Jahrhundert durch Volksstämme aus dem sächsischen Raum schließen. Ab 1658 sind die ersten Bewohner des Ortes namentlich nachzuweisen. Die Karte Topographia Ducatus Montani aus dem Jahre 1715 zeigt den Hof als Lebrickhusen. Im 18. Jahrhundert gehörte der Ort zum Bereich Fünfzehnhöfe innerhalb des bergischen Amtes Bornefeld-Hückeswagen.
1815/16 lebten 29 Einwohner im Ort. 1832 war Leverkusen Teil der 1806 gegründeten Landgemeinde Fünfzehnhöfe, die nun der Bürgermeisterei Wermelskirchen angehörte. Der laut der Statistik und Topographie des Regierungsbezirks Düsseldorf als Ackergut bezeichnete Ort besaß zu dieser Zeit vier Wohnhäuser und vier landwirtschaftliche Gebäude. Zu dieser Zeit lebten 32 Einwohner im Ort, zwei katholischen und 30 evangelischen Glaubens.
Von diesem Hof stammten Vorfahren väterlicherseits des Chemieunternehmers Carl Leverkus, der bei Wiesdorf am Rhein Mitte des 19. Jahrhunderts eine Chemiefabrik gründete. Er gab der Siedlung seiner Arbeiterschaft dort in Erinnerung an den Lenneper Familiensitz den Namen Leverkusen, der 1930 auf die neu gegründete Stadt Leverkusen überging. Damals wurden im Rahmen einer Kommunalreform die Orte Rheindorf, Schlebusch, Steinbüchel und Wiesdorf zu einer Großstadt zusammengeschlossen, wobei der neue Stadtname nicht an eine der alten Ortsbezeichnungen angelehnt sein sollte.
Im Gemeindelexikon für die Provinz Rheinland werden für das Jahr 1885 sechs Wohnhäuser mit 47 Einwohnern angegeben. Der Ort gehörte zu dieser Zeit zur Bürgermeisterei Fünfzehnhöfe innerhalb des Kreises Lennep. 1895 besitzt der Ort sechs Wohnhäuser mit 43 Einwohnern, 1905 sechs Wohnhäuser und 43 Einwohner. 1906 wurde die Bürgermeisterei Fünfzehnhöfe mit Leverkusen in die Stadt Lennep eingemeindet.
Die Leverkuser Straße in Lennep – zwischen Wupperstraße und dem Gewerbekomplex an der Ringstraße gelegen – erinnert auch an Carl Leverkus und die Hofschaft.

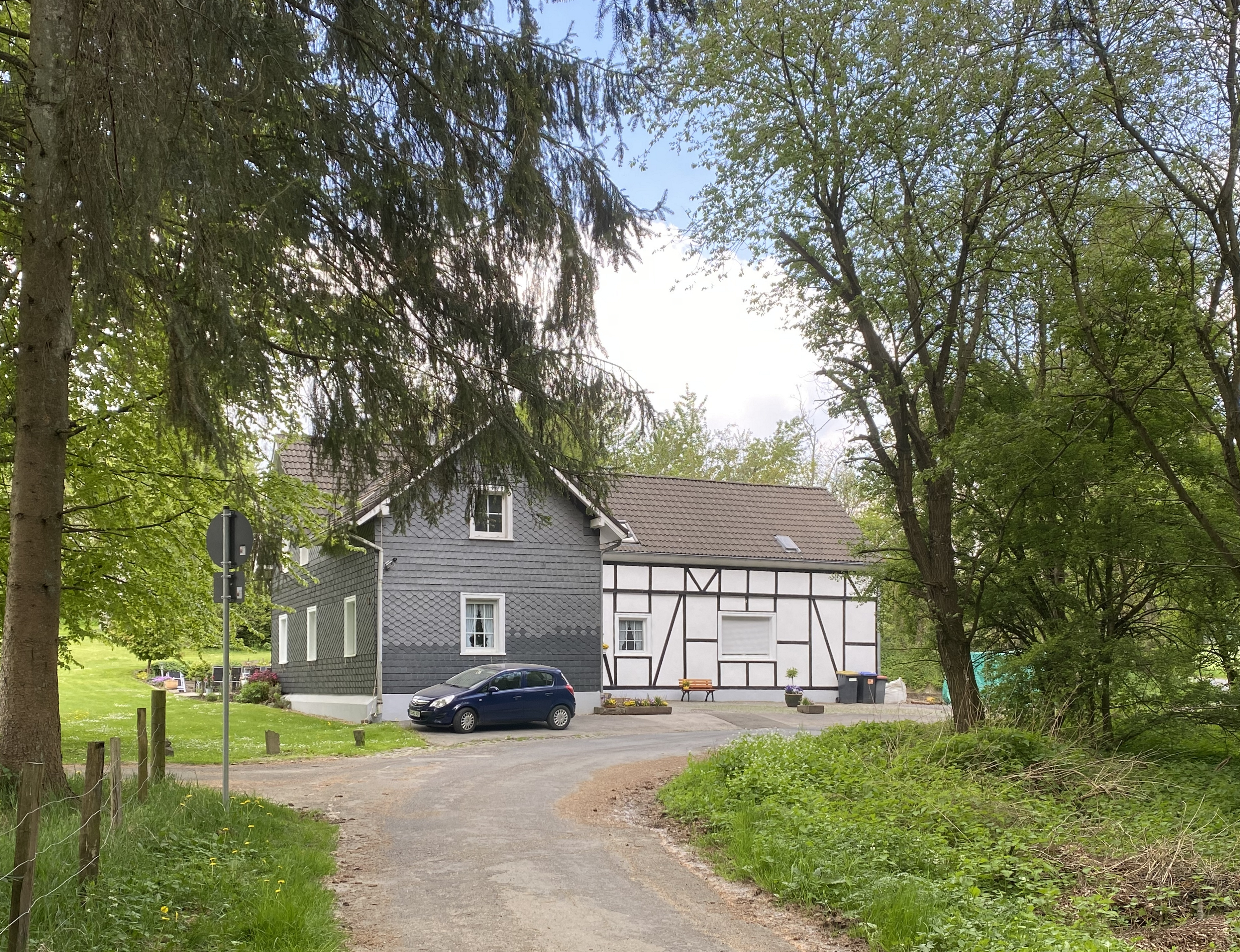
Haus Leverkusen 2
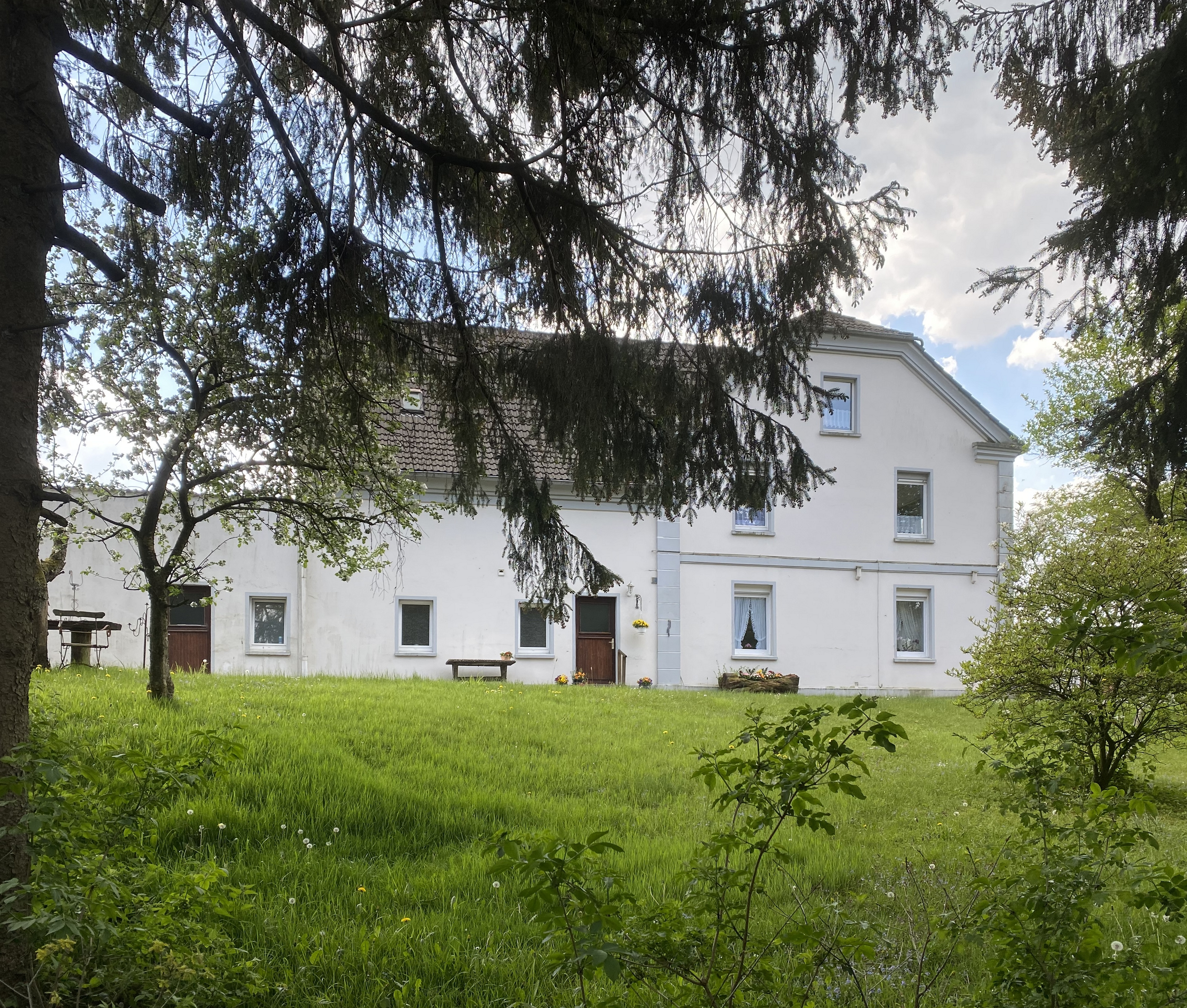
Hof Leverkusen 4
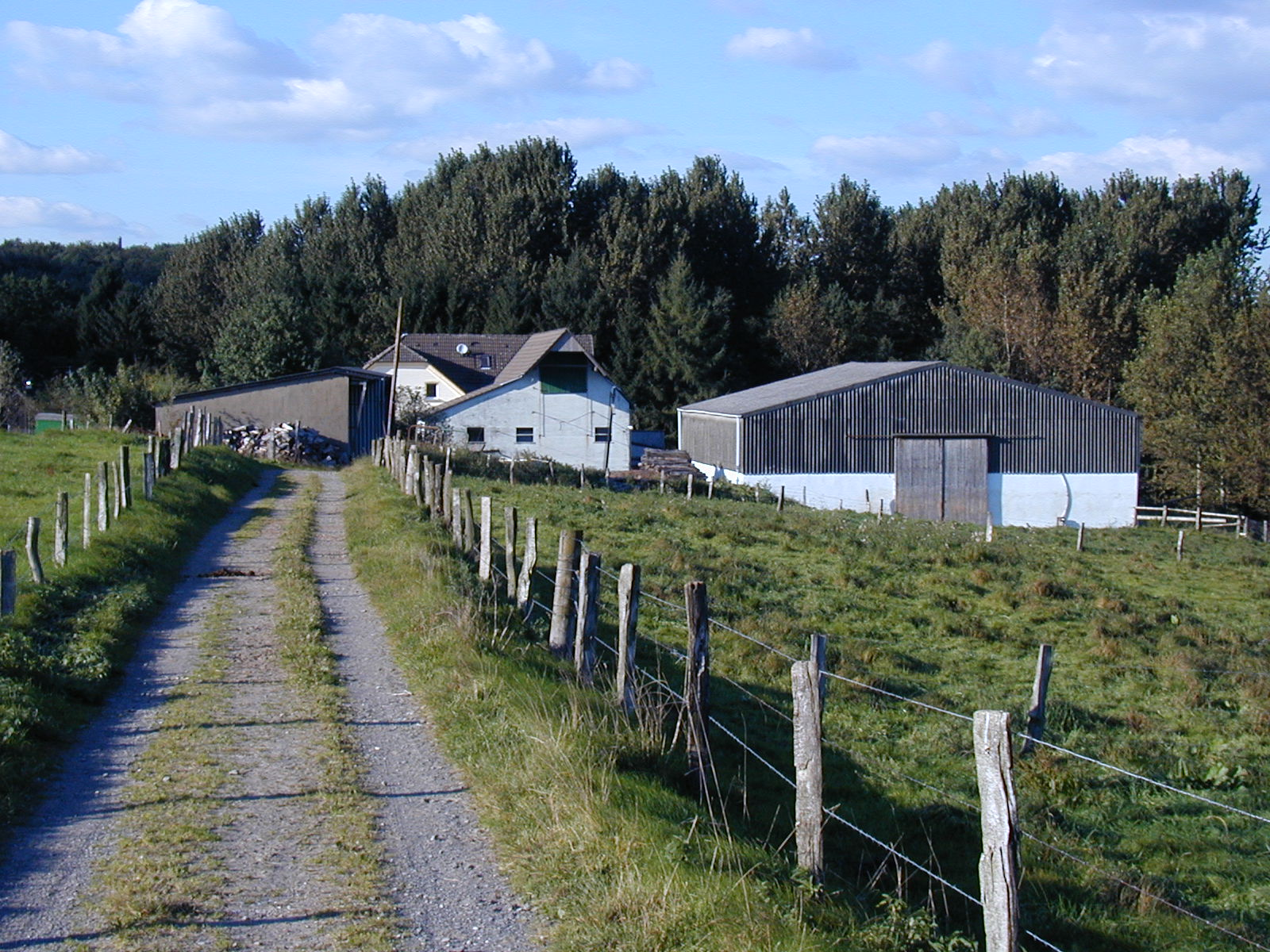
Gehöft Leverkusen 4